# Daniele Sgnaolin
Daniele Sgnaolin (ur. 22 listopada 1970 w San Donà di Piave) – włoski kolarz szosowy, srebrny medalista mistrzostw świata w kategorii amatorów.

## Kariera
Największy sukces w karierze Daniele Sgnaolin osiągnął w 1995 roku, kiedy zdobył srebrny medal w wyścigu ze startu wspólnego amatorów podczas mistrzostw świata w Duitamie. W zawodach tych wyprzedził go jedynie Holender Danny Nelissen, a trzecie miejsce zajął Pedro Rodríguez z Ekwadoru. Był to jednak jedyny medal wywalczony przez Sgnaolina na międzynarodowej imprezie tej rangi. Ponadto wygrał między innymi włoskie wyścigi: Coppa Collecchio w 1993 roku oraz Coppa Penna i Trofeo Matteotti w 1994 roku. Nigdy nie brał udziału w igrzyskach olimpijskich. W 1997 roku wziął udział w Tour de France, kończąc rywalizację na 72. pozycji.